# Liparetrus parvus
Liparetrus parvus är en skalbaggsart som beskrevs av Britton 1980. Liparetrus parvus ingår i släktet Liparetrus och familjen Melolonthidae. Inga underarter finns listade i Catalogue of Life.